# باتريسيا برودريك
باتريسيا برودريك (بالإنجليزية: Patricia Broderick)‏ هي كاتبة سيناريو ورسامة أمريكية، ولدت في 23 فبراير 1925 في نيويورك في الولايات المتحدة، وتوفيت في 18 نوفمبر 2003 في غرينتش فيليج في الولايات المتحدة بسبب سرطان.

## وصلات خارجية
- باتريسيا برودريك على موقع IMDb (الإنجليزية)
- باتريسيا برودريك على موقع قاعدة بيانات الفيلم (الإنجليزية)